# Nouzov (Senomaty)
Nouzov je vesnice a část městyse Senomaty v okrese Rakovník ve Středočeském kraji ležící západně od Rakovníka.

## Historie
První písemná zmínka o vesnici pochází z roku 1399.
V roce 1932 byly ve vsi evidovány tyto živnosti a obchody: obchod s cukrovinkami, dva hostince, trafika, galanterie, tři obchody se smíšeným zbožím.

## Obyvatelstvo
| Rok            | 1869 | 1880 | 1890 | 1900 | 1910 | 1921 | 1930 | 1950 | 1961 | 1970 | 1980 | 1991 | 2001 | 2011 | 2021 |
| -------------- | ---- | ---- | ---- | ---- | ---- | ---- | ---- | ---- | ---- | ---- | ---- | ---- | ---- | ---- | ---- |
| Počet obyvatel | 334  | 383  | 335  | 345  | 357  | 347  | 288  | 232  | 219  | 179  | 147  | 104  | 109  | 133  | 142  |
| Počet domů     | 48   | 61   | 61   | 63   | 63   | 64   | 65   | 68   | 68   | 62   | 52   | 60   | 59   | 60   | 67   |

## Obecní správa
Při sčítání lidu v letech 1850–1960 Nouzov byl samostatnou obcí v okrese Rakovník. Od 12. června 1960 je částí městyse Senomaty v okrese Rakovník.

## Pamětihodnosti
- Pomník Mistra Jana Husa
- Památník padlých vojínů první světové války
- Budova hostince z roku 1911
- Kaple svatého Jana Nepomuckého[8]